# Catching Features
Catching Features (укр. Полювання на особливості ландшафту) — це власницька відеогра у жанрі спортивний симулятор, розроблена для спортивного орієнтування. Гра може використовуватися з розважальною так навчальною метою, зокрема для проведення віртуальних тренувань та змагань завдяки наявності режиму мережевої гри.
3 2003, гра стала комерційною, проте надається безкоштовна демонстраційна версія з обмеженими можливостями.

## Можливості
Кілька різних режимів гри, зокрема:
- Індивідуальні курси — проводяться з інтервальним стартом проти комп’ютерних опонентів або з масовим стартом проти багатьох із них.
- Естафети — дозволяють вам пробігти один відрізок роздвоєної естафети.
- Мережева гра — для організації гри між кількома учасниками та організації змагань[10][11].
- У грі є генератор випадкових карт, який дозволяє створювати випадкові карти і курсу для бігу.You can run on a different map every day for the next 89 years...
(укр. Ви можете бігати щодня на новій карті наступні 89 років...)— Catching Features, Catching Features: The Game на сайті Wayback Machine  (архівовано грудень 9, 2002).

Окрім вбудованих локацій, та додатково встановлюваних пакетів локацій які надають розробники, у грі є редактор карт, який може імпортувати файли спортивних карт у форматі OCAD і перетворювати їх на ігрові локації для гри.
У гру також вбудовано програвач та аналізатор проходження де є можливість переглянути запис у проходження треків. Програвач об'єднує вікно 3D вигляду ігрового простору,  вікном карти на якій показується поточне місце гравця а також вікно зі зведеною таблицею проходження треку всіма гравцями.
Кожна дистанція, яку ви пройдете, принесе вам певну кількість рейтингових балів на основі інших учасників того дня. Заробляючи більше очок, можна розблокувати додаткові треки для запуску.